# Eduard Jabłonski
Eduard Stanisławowycz Jabłonski, ukr. Едуард Станіславович Яблонський, ros. Эдуард Станиславович Яблонский, Eduard Stanisławowicz Jabłonski (ur. 3 sierpnia 1952 w Podwołoczyskach, w obwodzie tarnopolskim, Ukraińska SRR) – ukraiński piłkarz i trener piłkarski.

## Kariera piłkarska
Rozpoczął karierę piłkarską w zespole Kołos Borszczów. W 1970 został zaproszony do Atłantyki Sewastopol. Potem występował w drużynach amatorskich, m.in. Watra Tarnopol, Tekstylnyk  Tarnopol, Sokił-Ptachiwnyk Gaje Wielkie.

## Kariera trenerska
Po zakończeniu kariery piłkarza rozpoczął pracę szkoleniowca. W 1978 ukończył Tarnopolski Pedagogiczny Instytut. Najpierw pracował w Szkole Piłkarskiej "Kołosok" w Tarnopolu. W 1988 został zaproszony do sztabu szkoleniowego Nywy Tarnopol, gdzie pracował na stanowiskach asystenta trenera i administratora. W 1996-1997 pomagał trenować żeński zespół Spartak Kijów, a w sezonie 1997/98 pracował na stanowisku dyrektora sportowego. Potem powrócił do Nywy, gdzie objął identyczne stanowisko. Od sierpnia do końca 2004 roku prowadził Nywę. Potem ponownie pracował na stanowisku dyrektora sportowego klubu. Od 2006 roku szkolił dzieci w Szkole Sportowej w Tarnopolu.